# محرك احتراق كروي
محرك الاحتراق الداخلي الكروي هو محرك احتراق داخلي ذو شكل دائري تم تصميمه لأول مرة من قبل فرانك بري سنة 1961 في الولايات المتحدة الأمريكية وتم تسجيل براءة اختراع فيها الا انها لم تلق رواجا وشهرة مما أدى إلى ترك هذه الفكرة ونسيانها. في سنة 2005 تم إعادة إخراج هذا النوع من المحركات عن طريق هاربرت هيتلين الذي طور المحرك في نسخة محرك هوتلين 1 ولاحقا في نسخة محرك هوتلين 2. لمحرك هوتلين أو محرك الاحتراق الكروي عدة خصائص مثل صغر الحجم والوزن مقارنة بالمحركات الكلاسيكية بالإضافة إلى استغنائها عن العديد من القطع الميكانيكية كناقل حركة المكابس أو ما يسمى بالعمود مرفقي ومحور الحدبات أو ما يسمى بمحور الكامات. كما يمكن ربط محرك الاحتراق بمولد كهربائي لاستعمالها في السيارات الهجينة.

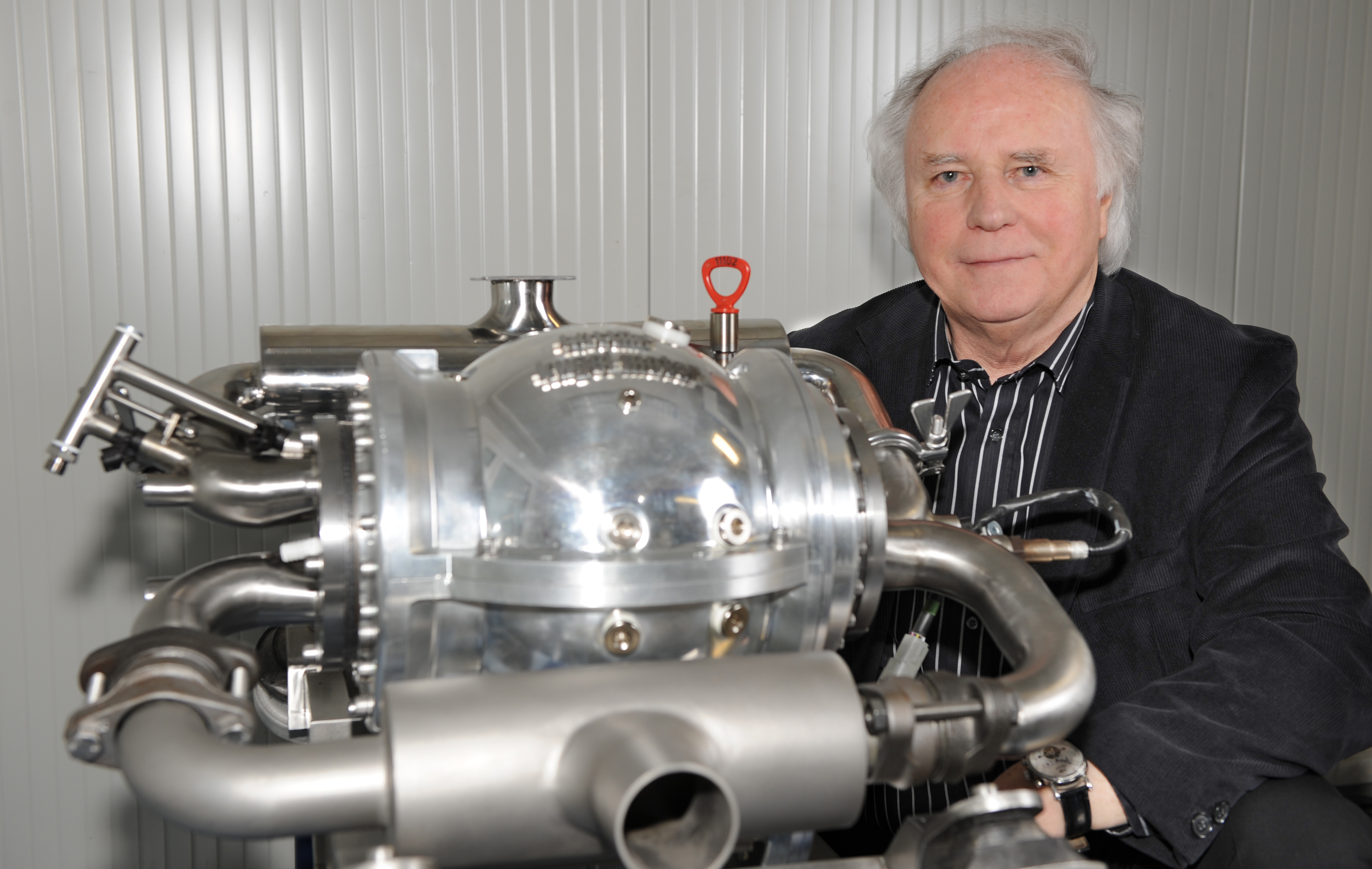
هربرت هوتلين ومحرك هوتلين

## وصلات خارجية
- فيديو يظهر طريقة عمل محرك هوتلين على يوتيوب
- شركة اينوموت مصنعة محرك هوتلين